# 克久拉霍
克久拉霍位於印度中央邦北部的本德爾坎德，建於公元950年至1050年間，當時的印度正是拉其普特時期，由北印度的拉其普特人統治。後來穆斯林入侵，這座以性愛為圖騰的神廟建築群雖然免於破壞，但遭到遺棄，直至19世紀才再次重現世人的目光下。
1986年，克久拉霍古迹组群在聯合國教科文組織第十次會議中入選世界文化遺產。